# Південно-Східна Аляска

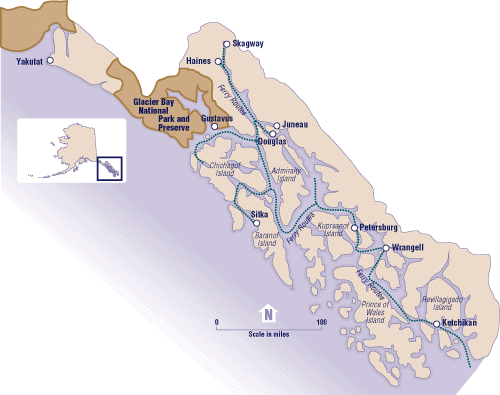
Мапа Південно-Східної Аляски

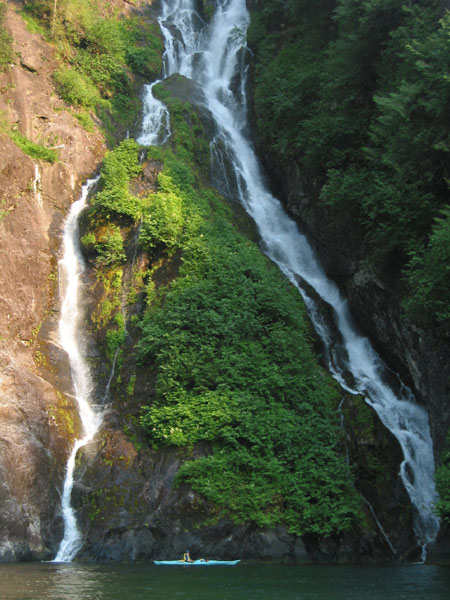
Водоспад у заповіднику Місті-Фіордс

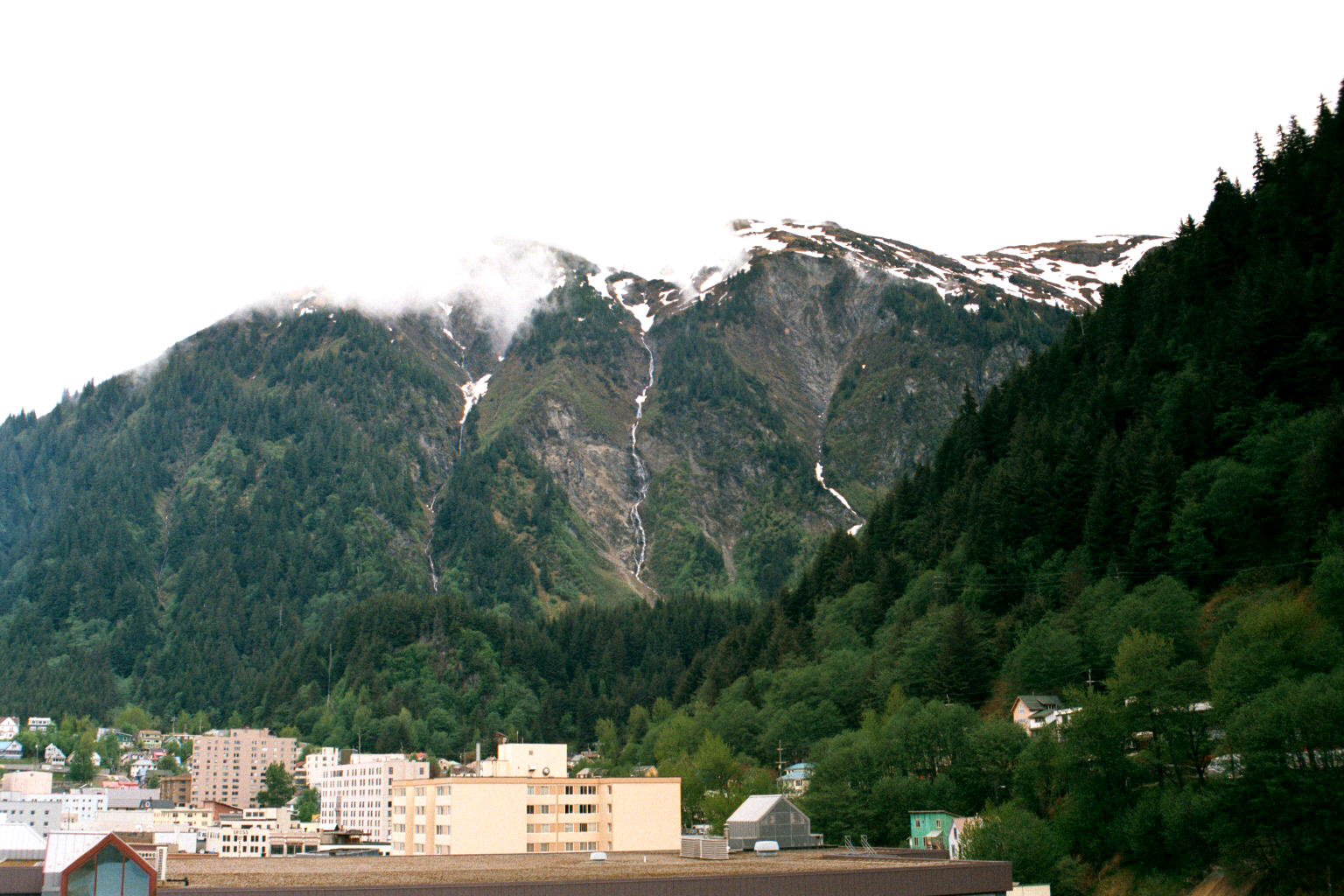
Столиця штату Аляска, місто Джуно, біля підніжжя однойменної гори

Південно-Східна Аляска (англ. Southeast Alaska, неофіційно англ. Alaska Panhandle — «Ручка Аляски») — південно-східна частина американського штату Аляска, що знаходиться на захід від північної половини канадської провінції Британська Колумбія. Велика частина території входить до складу Національного лісу Тонгасс. У багатьох місцях межа між США і Канадою проходить пасмом Берегового хребта. Регіон відомий своїм м'яким дощовим кліматом і мальовничими пейзажами.

## Географія
Південно-Східна Аляска є північним краєм Внутрішнього проходу, захищеної водної артерії хитромудрої траєкторії, прокладеної між островами протоками і протоках, починаючи на півдні від П'юджет-Саунд у штаті Вашингтон. Цим шляхом здійснювали подорожі на каное місцеві індіанці, а пізніше, за часів золотої лихоманки пароплави перевозили партії золотошукачів. На початок ХХІ сторіччя це важливий маршрут для поромів і круїзних суден.
Південно-Східна Аляска має площу сухопутної частини 56 549 км², охоплюючи повністю шість боро і три області, плюс частина боро Якутат, розташовану на схід від 141° з. д.. Хоча територія займає тільки 6,14 % площі сухопутної Аляски, це більше, ніж площа штату Мен, і майже стільки ж, скільки займає штат Індіана. Населення Південно-Східної Аляски становить 72 954 жителів (за оцінкою 2000 року), з них близько 42 % сконцентровано в столиці штату, місті Джуно.
Крім материкової частини, до складу Південно-Східної Аляски входить величезна кількість островів — від великих до зовсім крихітних. Великі острови — острів Чичагова, Адміралті, острів Баранова, Ревільягіхедо, острів Купреянова, острів Принца Уельського. Середні острова — Кую, Даллі, Етолін, Зарембо, Аннет, Дьюк. Найбільші затоки — Глейшер, Якутат, Айсі-Бей і Лінн-Канал, протоки — Крос, Айсі-Стрейт, Чатем, Гастіно, Фредерік, Самнер, Кларенс, Стівенс, Белл-Канал, Діксон-Ентранс.

## Національні парки і заповідники
- Глейшер-Бей
- Рангель-Сент-Елайас[en] (тільки найпівденно-східніша частина)
- Заповідник Адміралті
- Національний ліс Тонгасс[en]
  - Заповідник Місті-Фіордс[en]
- Національно-історичний парк Клондайкської золотої лихоманки
- Національний історичний парк Сітка[en]